# Cour suprême du Japon
Pour les articles homonymes, voir Cour suprême.
Pour les autres articles nationaux ou selon les autres juridictions, voir Cour suprême.

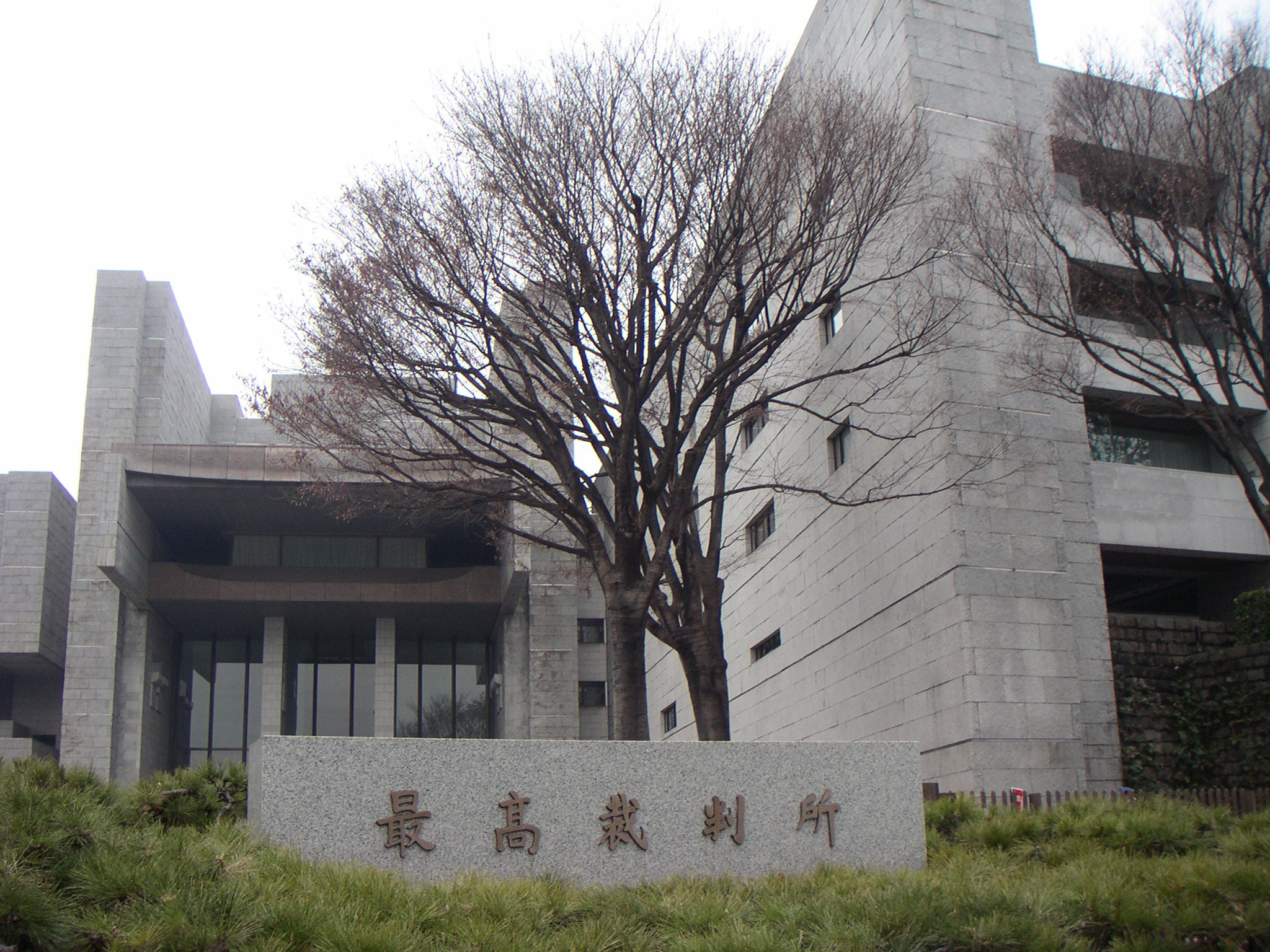
Façade du bâtiment de la Cour suprême du Japon.

La Cour suprême du Japon (最高裁判所, Saikō-Saibansho), située dans le district d'Hayabusa et l'arrondissement spécial de Chiyoda à Tōkyō, est la plus haute instance judiciaire du Japon. Elle est l'autorité juridictionnelle ultime, elle interprète la constitution et décide des questions de droit national (y compris les textes d'application locale). Elle détient un pouvoir de contrôle de constitutionnalité sur les décisions et actions de l'exécutif, du législatif, des collectivités locales et de leurs administrations. Ses membres sont nommés par le Cabinet (gouvernement) puis soumis à une procédure de vote de rétention. La Cour comprend quinze juges qui siègent dans trois chambres de cinq juges. Les quinze ne siègent en session plénière que dans des cas exceptionnels. Elle est présidée par un « juge en chef » ou « chef de la Cour suprême » (最高裁判所長官, Saikō-Saibansho Chōkan), nommé par l'empereur sur proposition du Premier ministre. 